# أصوات العراق
أصوات العراق (بالإنجليزية: Voices of Iraq)‏ هو فيلم وثائقي تم إنتاجه في العراق والولايات المتحدة وصدر في سنة 2004. تم إنتاجه عن طريق توزيع الكاميرات على الناس موضوع الفيلم، وبالتالي تمكين الأشخاص من تصوير أنفسهم. تمت إضافة أصوات العراق إلى المجموعة الدائمة ضمن أكاديمية فنون وعلوم الصور المتحركة. 
أوضح المنتج إريك مانيس، «وضعنا العراقيين كمخرجين، وإلا كنا رأينا العراق وشعبه فقط من خلال العيون الغربية. وبالتأكيد لم تصلنا الحميمية والعاطفة التي تم التقاطها في الفيلم.» 
سجلت الموسيقى التصويرية فرقة يوفراتس، وهي فرقة هيب هوب أنجلو عراقية. تم إصدار الفيلم في دور العرض في الولايات المتحدة والعالم وخلق نوعًا جديدًا من صناعة الأفلام أطلق عليه اسم سرب الأفلام الوثائقية.

## روابط خارجية
- أصوات العراق على موقع IMDb (الإنجليزية)
- أصوات العراق على موقع ميتاكريتيك (الإنجليزية)
- أصوات العراق على موقع روتن توميتوز (الإنجليزية)
- أصوات العراق على موقع أول موفي (الإنجليزية)
- أصوات العراق على موقع بوكس أوفيس موجو (الإنجليزية)
- أصوات العراق على موقع قاعدة بيانات الفيلم (الإنجليزية)
- أصوات العراق على موقع ليتربوكسد (الإنجليزية)
- أصوات العراق على موقع كينوبويسك (الروسية)